# Хукуърмс
Хукуормс (на английски: Hookworms) е 5-членен музикален състав, който твори в психеделичния и нойз рока. Изграждат се в Лийдс и Халифакс, Англия.

## История
Издават първата си аудиокасета чрез Сън Арк и Маджик Лантърн, собственост на Сън Аро, която се появява през август 2011 г. Известни са с ъндърграунд алтернативната музика, както и с изпълненията си на живо. Те издават концертни записи (включително компактдиск за радиостанцията WFMU), както и няколко други записа с Гринго Рекърдс. През 2013 г. Хукуормс подписват с Домино Уиърд Уърлс на Домино, и се включват в каталога на Ту Пюр със сингъла си Radio Tokyo.